# 9269 Peterolufemi
A 9269 Peterolufemi (ideiglenes jelöléssel (9269) 1978 VW6) a Naprendszer kisbolygóövében található aszteroida. Eleanor F. Helin és Schelte J. Bus fedezte fel 1978. november 7-én.